# Mario Palanti

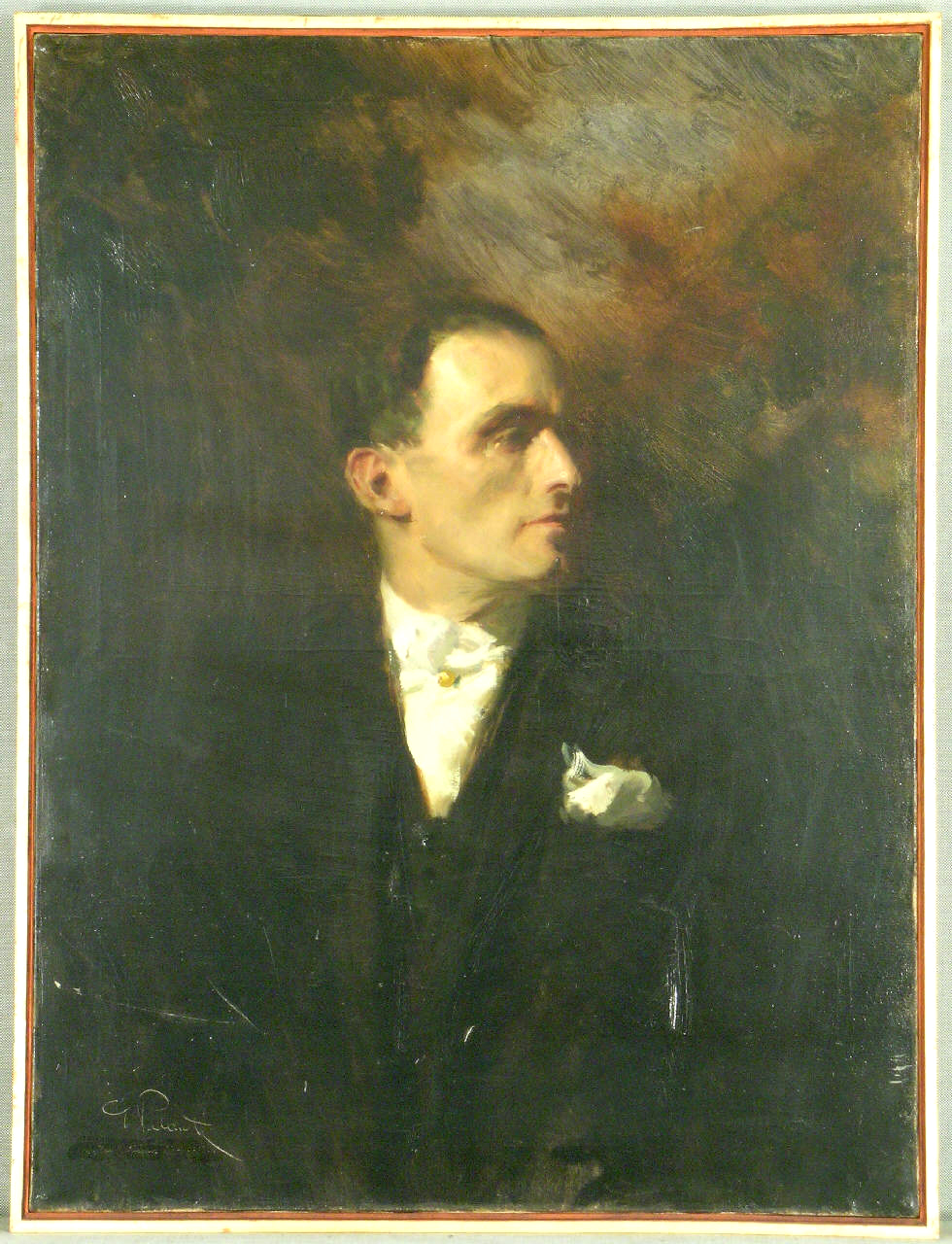
Giuseppe Palanti: Ritratto di Mario Palanti, 1924, Öl auf Leinwand, 100 × 75,5 cm, Museo del Novecento, im Depot der Galleria d’Arte Moderna, (Inventarnummer GAM 8035)

Mario Palanti (* 20. September 1885 in Mailand; † 4. September 1978 ebenda) war ein italienischer Architekt, dessen Hauptwerke in Buenos Aires und Montevideo stehen. Er war der Bruder des Malers Giuseppe Palanti (1881–1946).

## Leben und Werk
Palanti war Absolvent der Accademia di Brera und des Politecnico di Milano. Er begleitete 1909 Francisco Gianotti als Mitarbeiter zur Errichtung des italienischen Pavillons der Jahrhundertausstellung 1910 in die argentinische Hauptstadt.
Der Eklektiker Palanti errichtete in der Folge etwa 20 Jahre lang prunkvolle Bauten für die italienischstämmige Oberschicht zu beiden Seiten des Río de la Plata, beispielsweise in der Avenida de Mayo in Buenos Aires den Palacio Barolo und das Hotel Castelar sowie in Montevideo den  Palacio Salvo. Sein weiteres Berufsleben verbrachte er mit der Konzeption monumentaler Bauprojekte, die aber aufgrund des Stilwandels vom Art déco zur Moderne chancenlos waren und unrealisiert blieben. Auch sein bereits von 1924 stammendes Projekt eines 80-stöckigen Wolkenkratzers für das Zentrum von Rom blieb unausgeführt.
In den Jahren 1924 bis 1928 entwarf Palanti den Civico Mausoleo Palanti im Zentralfriedhof Cimitero Monumentale in Mailand. Er ist im Civico Mausoleo Palanti beerdigt.

## Galerie

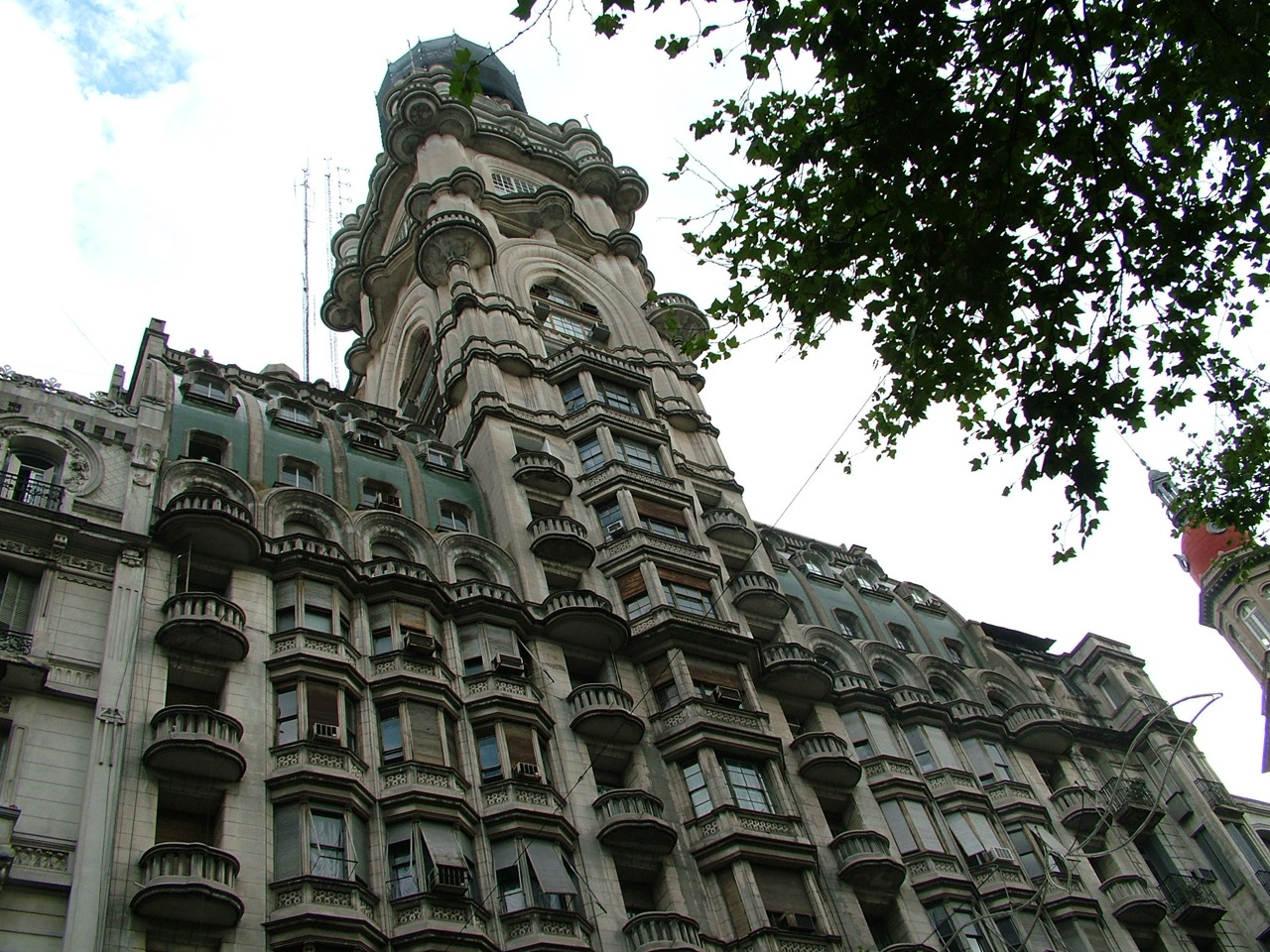
Palazzo Barolo, Avenida de Mayo, Buenos Aires
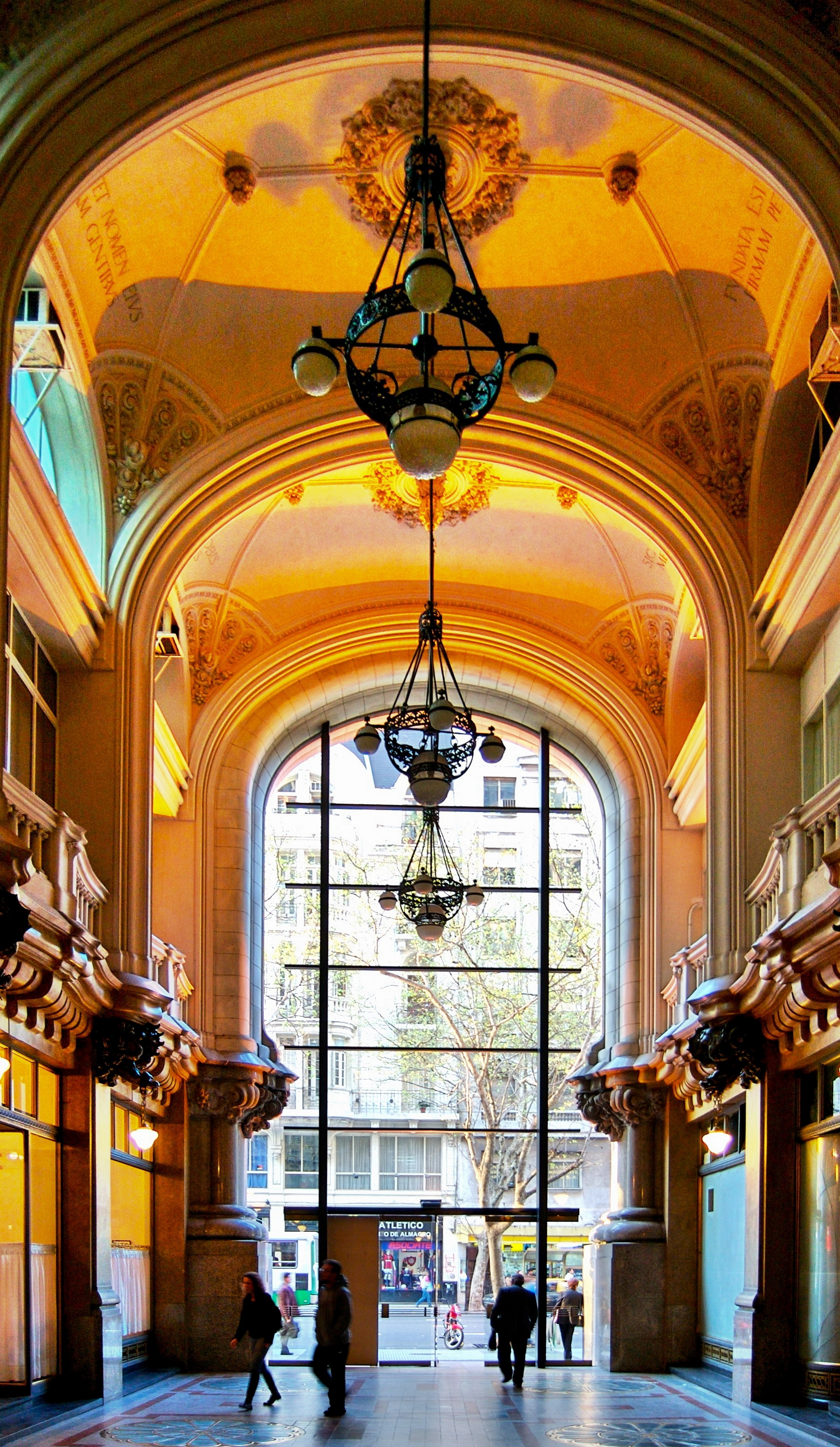
Palazzo Barolo, Eingangshalle
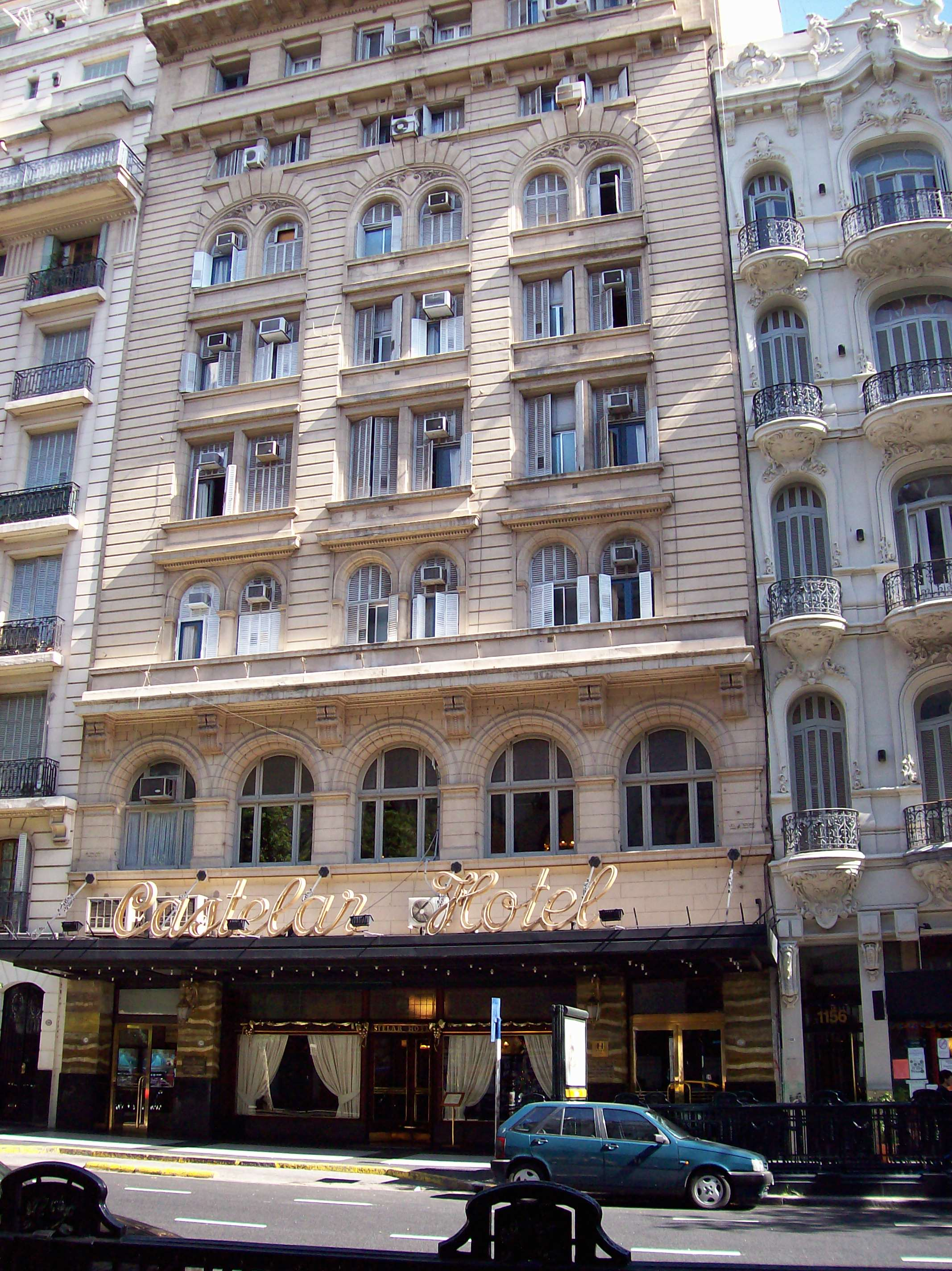
Hotel Castelar, Avenida de Mayo, Buenos Aires
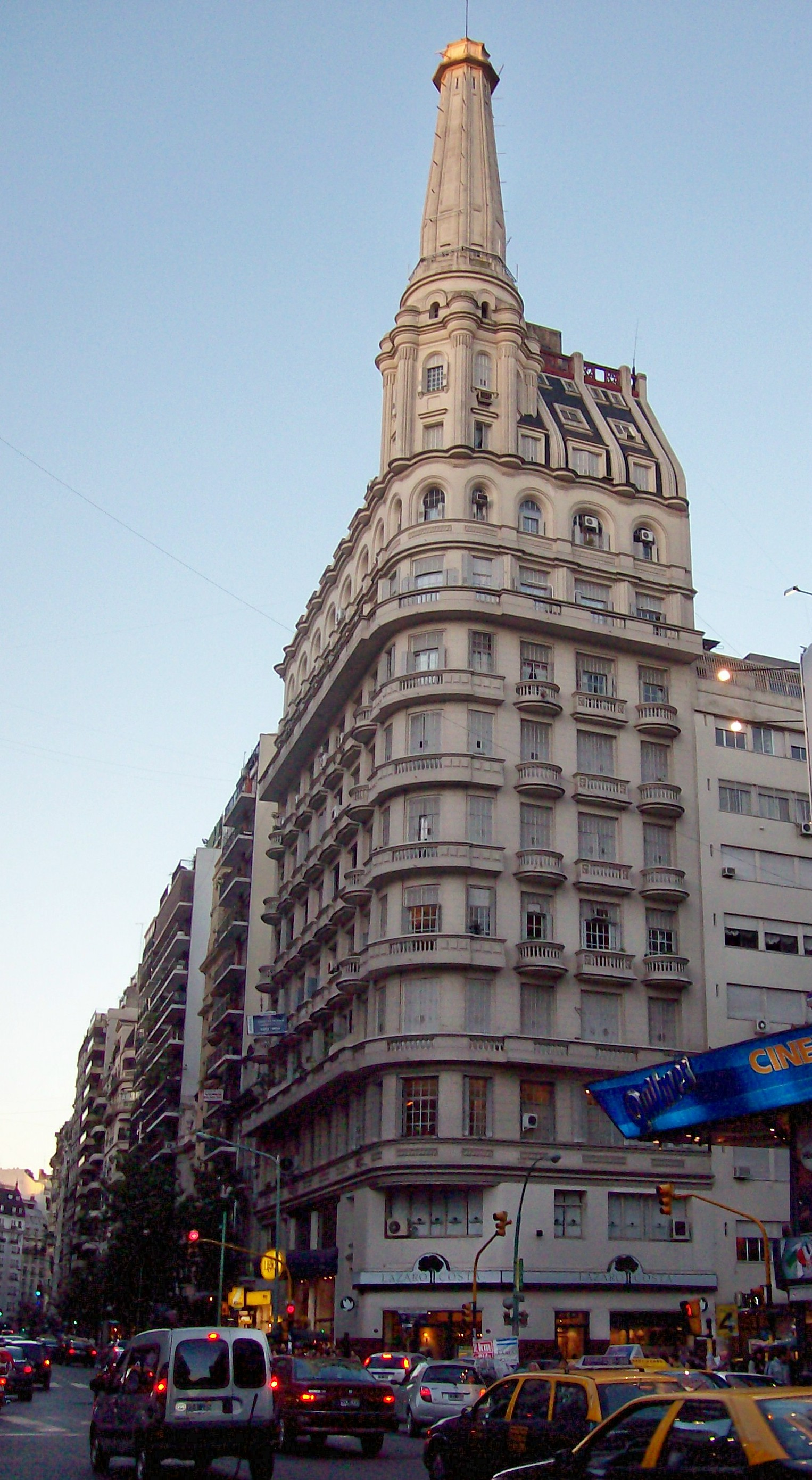
Recoleta Avenida Santa Fe y Callao esquina NE, Buenos Aires
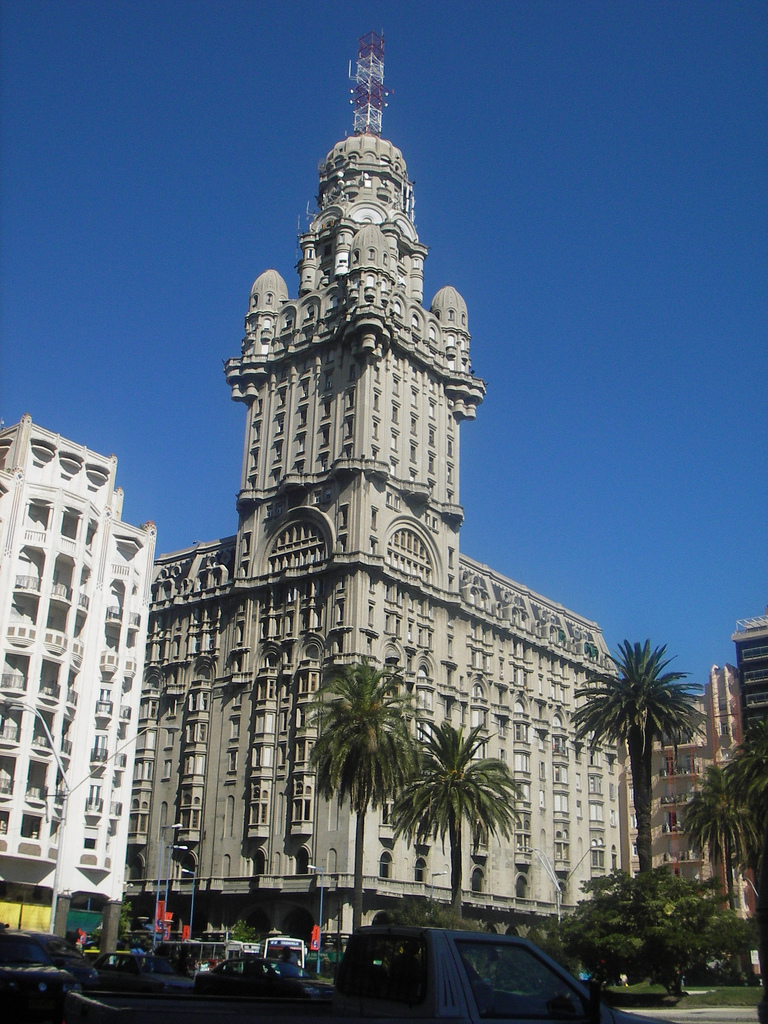
Palacio Salvo in Montevideo

## Schriften
- Prima esposizione personale d'architettura nella Repubblica Argentina. Mailand, Stab. di arti grafiche Rizzoli e Pizzio, 1917
- Quattro anni di lavoro. Casa Editrice d’ Arte Bestetti & Tumminelli, 1924
- Auditorium: progetti. Rom, anno XIII E.F., Milano: Editore Rizzoli, 1935
- Torre Littoria: progetti. Mailand, anno XIII E.F, Milano: Editore Rizzoli, 1935
- Architettura per tutti. Editore E. Bestetti, 1946